# Loi sur le patrimoine de l'Ontario

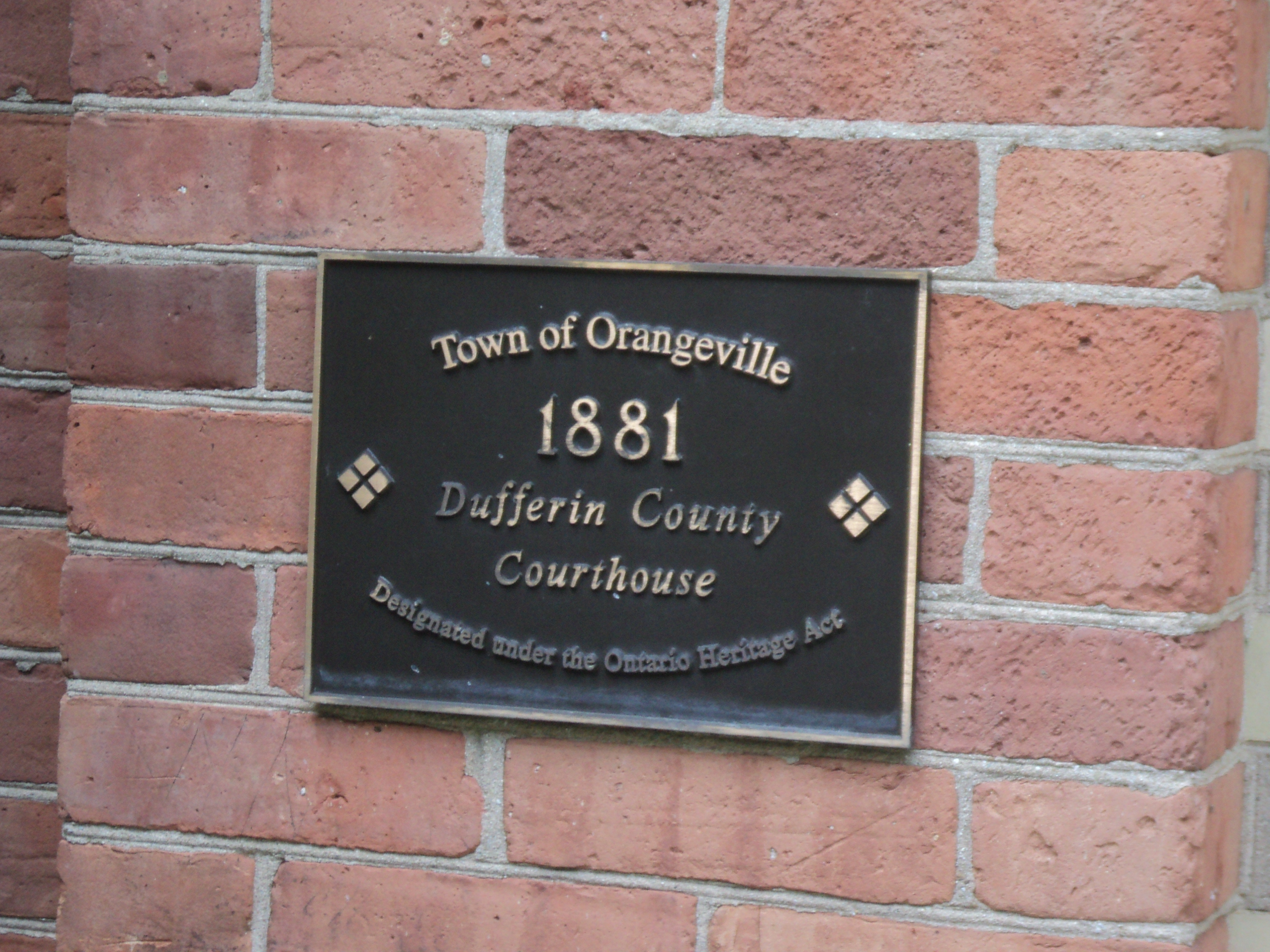

La loi sur le patrimoine de l’Ontario (en anglais : Ontario Heritage Act), promulguée le 5 mars 1975, permet aux municipalités et au gouvernement provincial de désigner des propriétés et des districts de l'Ontario comme ayant une valeur patrimoniale.
Le 28 novembre 2022, le gouvernement de Doug Ford adopte le Projet de loi 23, Loi de 2022 visant à accélérer la construction de plus de logements qui change des aspects de la loi sur le patrimoine de l’Ontario et réduit le nombre de propriétés inscrites aux registres municipaux,.